# I Spit on Your Grave 3
Série I Spit on Your Grave
I Spit on Your Grave 2
(2013)
Pour plus de détails, voir Fiche technique et Distribution.
I Spit on Your Grave 3 est un film américain appartenant au genre viol et vengeance, sorti en 2015. Il s'agit de la suite de I Spit on Your Grave et I Spit on Your Grave 2, et du dernier volet de la trilogie, I Spit on Your Grave : Déjà Vu étant une suite au film original sorti en 1978.
Le film débute quelque temps après le drame qu'elle a vécu, Jennifer reprend le cours de sa vie et va à des séances pour les victimes de viol où elle fait la rencontre de Marla avec qui elle tisse des liens. Elles se rendent compte que les victimes sont nombreuses, mais que la police ne fait pas toujours son travail. Elles décident de passer à l'acte et de venger les victimes, mais après un énième drame, Jennifer va complètement perdre pied et sa vengeance ne sera que plus majestueuse

## Synopsis
Le film suit la vie de Jennifer Hills, poursuivant son histoire débutée lors du premier volet de la série, I Spit on Your Grave. Après que Jennifer ait survécu à son agression et se soit vengée des hommes qui l'avaient violée, elle a évité d'être condamnée pour sa tuerie et s'est installée à Los Angeles. Elle n'est plus une écrivaine en herbe et consacre désormais son temps à travailler comme opératrice d'une ligne d'assistance téléphonique en cas d'agression et à suivre des conseils de groupe sous le nom d'emprunt "Angela Jitrenka". On lui montre également périodiquement qu'elle suit une thérapie personnelle pour son épreuve. L'expérience traumatisante de Jennifer l'a rendue très méfiante et sur la défensive envers la plupart des hommes, y compris son collègue Matthew, qui semble s'intéresser sincèrement à elle.
Lors d'une séance de counseling de groupe, Jennifer développe un lien avec l'une des filles du groupe, Marla, qui ne fait pas non plus confiance aux hommes. Le duo entame sa propre croisade personnelle en exigeant une justice poétique pour les victimes d'agression sexuelle. Cependant, alors que Jennifer commence à profiter de la vie, Marla meurt dans des circonstances mystérieuses et personne n'est reconnu coupable de sa mort. Elle fait la connaissance du détective McDylan, un enquêteur sur la mort de Marla qui, cependant, n'apporte aucune justice à Marla ni d'intétêt envers Jennifer. Désemparée et furieuse de voir que la loi n'a pas pu aider Marla ou les victimes de viol de son groupe de soutien, elle décide de se venger.
Jennifer traque et attire les violeurs impunis dans un lieu privé pour les torturer et les tuer. Sa première victime est l'ex-petit ami de Marla et meurtrier présumé, bientôt suivi par le beau-père d'un adolescent membre du groupe. Après s'être liée d'amitié avec Oscar, le seul membre masculin du groupe de soutien qui a perdu sa fille par suicide après une agression sexuelle, Jennifer retrouve le violeur de cette dernière. L'homme parvient à la maîtriser alors qu'elle tente de l'attaquer jusqu'à ce qu'il soit abattu par la police, dont Jennifer avait attiré l'attention par ses actions. La police interroge Jennifer, révélant sa connaissance de sa véritable identité pour tenter d'obtenir des aveux. Cependant, Oscar, qui était devenu sympathique à la cause de Jennifer, entre dans le poste de police après s'être coupé les bras et admet publiquement les meurtres avant de mourir de ses blessures.
N'étant plus le principal suspect, Jennifer est libérée mais reste sous la surveillance de la police en tant que personne d'intérêt. Elle fait une dépression nerveuse, devient encore plus désillusionnée par la société et n'est plus capable de distinguer les hommes bien intentionnés des prédateurs sexuels. Vêtue d'une robe rouge suggestive pour appâter les hommes, Jennifer quitte son domicile, échappant à la surveillance de la police. Tout d'abord, elle attaque sans succès Matthew et lui fait peur, puis elle tente d'attirer un voyou local qui la harcelait. Alors que Jennifer est sur le point de le tuer, elle est blessée et arrêtée par McDylan, qui la suivait depuis tout ce temps.
Il est maintenant révélé que les séances de thérapie personnelle de Jennifer faisaient partie de son traitement obligatoire après une peine de deux ans pour tentative de meurtre, faute de preuves en rapport avec les meurtres qu'elle a réellement commis. Après avoir terminé la dernière séance de thérapie avant sa libération, Jennifer quitte le cabinet du médecin et change le panneau « thérapeute » sur la porte pour « le violeur ». Elle est ensuite attaquée par deux détenus, qu'elle tue, avant de tuer aussi son thérapeute qui avait quitté la pièce pour l'arrêter, mais cela se révèle être un rêve éveillé, indiquant que les fantasmes de Jennifer de tuer tous les violeurs ne sont pas terminés. Cela montre qu'il ne s'agissait que d'une autre vision, alors qu'elle marche dans le couloir complètement propre.

## Fiche technique
- Titre : I Spit on Your Grave 3
- Réalisation : R. D. Braunstein
- Scénario : Daniel Gilboy
- Musique : Edwin Wendler
- Pays d'origine : États-Unis
- Format : Couleurs - 2,35:1
- Genre : horreur , Slasher
- Durée : 92 minutes
- Date de sortie : 2015
- Interdit aux moins de 16 ans

## Distribution
- Sarah Butler : Jennifer Hills / Angela
- Jen Landon : Marla
- Doug McKeon : Oscar
- Gabriel Hogan : Détective McDylan
- Harley Jane Kozak : Therapist
- Michelle Hurd : Détective Boyle
- Russell Charles Pitts : Matthew
- Walter Perez : Chef
- Karen Strassman : Lynne
- Christopher Hoffman : Ron Merrick
- Alla Korot : la mère de Cassie

## Autour du film
- Œil pour œil, le film original
- I Spit on Your Grave, le premier volet
- I Spit on Your Grave 2, le deuxième volet